# فرانسيسكو رابال
فرانسيسكو رابال (بالإسبانية: Francisco Rabal)‏ هو كاتب سيناريو ومخرج وممثل إسباني، ولد في 8 مارس 1926 بأغيلاس في إسبانيا، وتوفي في 29 أغسطس 2001 ببوردو في فرنسا بسبب نفاخ رئوي. من الجوائز التي نالها جائزة دونوستيا ‏ سنة 2001.

## أعمال

### أفلام
- (1948) الحسيمة
- (1967) الساحرات
- (1976) صحراء التتار
- (1995) مئة ليلة وليلة

## جوائز
- جائزة دونوستيا [الإنجليزية]‏ (2001)

## وصلات خارجية
- فرانسيسكو رابال على موقع IMDb (الإنجليزية)
- فرانسيسكو رابال على موقع روتن توميتوز (الإنجليزية)
- فرانسيسكو رابال على موقع ألو سيني (الفرنسية)
- فرانسيسكو رابال على موقع ميوزك برينز (الإنجليزية)
- فرانسيسكو رابال على موقع أول موفي (الإنجليزية)
- فرانسيسكو رابال على موقع قاعدة بيانات الأفلام السويدية (السويدية)
- فرانسيسكو رابال على موقع ديسكوغز (الإنجليزية)
- فرانسيسكو رابال على موقع قاعدة بيانات الفيلم (الإنجليزية)
- فرانسيسكو رابال على موقع كينوبويسك (الروسية)